# Kahnawake

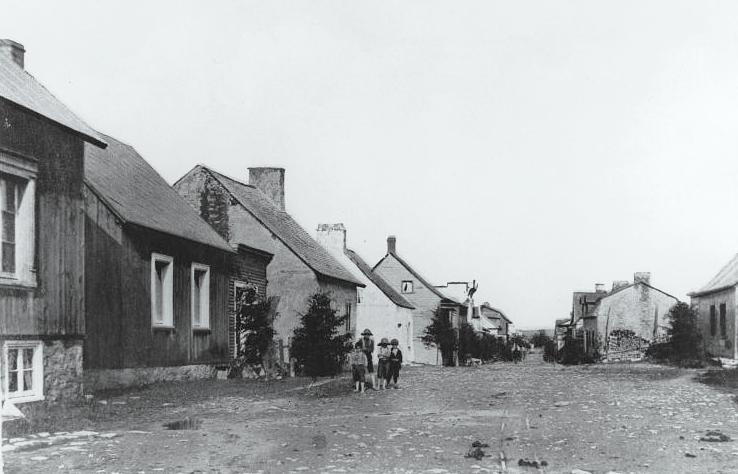
Kahnawake rond 1910

Kahnawake (Mohawk: Kahnawá:ke, in het Engels vroeger Caughnawaga) is een indianenreservaat van de Mohawks in Quebec, Canada. Het ligt ten zuiden van de Saint Lawrencerivier tegenover de stad
Montreal. Met zijn 7.330 bewoners is Kahnawake het grootste reservaat van Quebec. Het bestuur is in handen van de "Mohawk Council of Kahnawake", geleid door een "Grand Chief". Kahnawake heeft met de Mohawk Peacekeepers ook een eigen politiekorps.

## Geschiedenis
Kahnawake werd in 1719 als nederzetting door de Mohawks gesticht. Zij woonden al sinds rond 1680 in de omgeving. Bij de constructie van een spoorwegbrug over de Saint Lawrencerivier in 1886 vielen de meewerkende Mohawks op door hun tredzekerheid en verwierven zij een faam van moedige arbeiders. Bij hun arbeid verongelukten vele Mohawks uit Kahnawake op bouwwerven van bruggen, appartementen en flatgebouwen in Noord-Amerika, zoals bij de bouw van het World Trade Center. Thans zijn nog een kwart van de beroepsactieve bewoners van Kahnawake actief in de appartementenbouw. In 1907 kwamen 75 personen, waaronder 33 Mohawks, om het leven toen een brug in Quebec door een contructiefout tijdens de bouw instortte. Tijdens de Oka-crisis om het nabijgelegen reservaat Kanesatake in 1990 werd de autosnelwegbrug Honoré Mercier bezet door de Mohawks.

## Taal
Tot in de 20e eeuw spraken de inwoners van Kahnawake onder elkaar in het Mohawk. De communicatie met anderen verliep in het Frans. Door het werken in de Verenigde Staten en het gebruik van het Engels bij de Mohawks in Ontario en New York zette het gebruik van het Engels zich verder door totdat rond 1950 de meeste kinderen Engelstalig werden grootgebracht. Als reactie op de opkomst van het Frans in Quebec volgde een heropbloei van de Mohawktaal, die sinds 1979 in het onderwijs wordt gebruikt.